# Need for Speed: World
Need for Speed: World, précédemment connu sous le nom de Need for Speed: World Online, est un jeu vidéo de course développé, du 24 juillet 2012 jusqu'au 25 avril 2013, par Quicklime Games et EA Singapore, édité par Electronic Arts, disponible depuis le 27 juillet 2010. Le jeu n'est jouable qu'en multijoueur.
Le 25 avril 2013, Electronics Arts annonçait la fermeture du studio Quicklime Games , ainsi que le licenciement de quelques employés, dont le Community Manager Drew Hahn.
Le 10 septembre 2010 Need For Speed World compte plus d'un million de joueurs enregistrés. En novembre 2012, le jeu a dépassé 20 millions de joueurs enregistrés.
Tout comme les autres free-to-play de EA, FIFA World, Battlefield Play4Free et Battlefield Heroes, le jeu a fermé ses portes le 14 juillet 2015.

## Système de jeu
Need for Speed World  reprend le gameplay de Need for Speed: Most Wanted, de Need for Speed: Carbon et de Need for Speed: Undercover, reprenant le principe des courses illégales, du tuning et des poursuites de polices et ajoute des éléments qui sont propres au MMO, comme les capacités spéciales. Le jeu se déroule dans les villes de Rockport et de Palmont qui viennent des épisodes Most Wanted et Carbon. On peut noter quelques différences, surtout en ce qui concerne Rockport. Des piliers de pont plus petits facilitant votre passage ainsi que des voies de circulation supplémentaires sur de nombreuses routes, des éléments de décors, des parkings en plus sont de la partie.
Le jeu proposait plus de 150 véhicules différents. À compter du 8 août 2012, une plate-forme de serveurs, Chicane, s'ajoute à Apex, divisée en deux serveurs US et EU.

## Développement
Le jeu fut annoncé au cours de l'année 2009 en tant que Free to play. Cependant, après les 10 premiers niveaux du jeu, le joueur devait se procurer un Starter Pack qui coûtait 20 € pour avoir accès à la totalité du jeu. Quelques mois plus tard, EA décide de rendre le jeu complètement gratuit. Pour rembourser les joueurs ayant déjà payé pour avoir le jeu au complet, EA leur offre un coupon leur permettant d'avoir accès à 3 véhicules inédits : la BMW M3 GTR, la Lamborghini Gallardo LP560-4 et l'Audi R8 4.2 FSI Quattro. Cependant, des succès furent rajoutés au jeu et l'ont rendu plus intéressant. Celui-ci était toujours gratuit, mais certaines voitures ne furent pas accessibles en cash in game (monnaie virtuelle). EA propose d'acheter des points (SpeedBoost) afin de se procurer la majorité des voitures.
Il est toutefois bon de mentionner ceci :
- La principale équipe de développement est Black Box, qui a été dissoute afin de créer Quicklime Games après décision de EA.

- Toujours sur les équipes de développement, Marc DeVellis a été l'un des développeurs les plus contestés pour sa politique visant ne mettre que des items en SpeedBoost, pour obliger les free-players (joueurs qui ne veulent rien dépenser) à sortir la carte bancaire. Plusieurs collectifs se sont formés, dont l'Omega Organisation. Quelque temps plus tard, Marc DeVellis annonçait son départ , remplacé directement par son associé de toujours, Drew Hahn, qui à l'heure actuelle, développe le jeu de course World Of Speed.

- Quicklime Games fut elle aussi dissoute par Electronic Arts, tous les salariés furent congédiés, Drew Hahn le premier, et quelques-uns furent gardés de côté pour continuer à faire quelques ajouts dans le jeu.

- EA était la nouvelle équipe de développeurs prévue pour remplacer les anciens de chez Black Box. Mais leur formation étant basée exclusivement sur les nouveaux moteurs utilisés pour les jeux EA, ils se sont retrouvés avec une gestion quelque peu compliquée, avec des difficultés concernant le matériel utilisé pour développer Need For Speed : World.

## Fermeture
Le 15 avril 2015, EA a annoncé que le jeu sera arrêté définitivement le 14 juillet 2015, après cinq années de fonctionnement, l'éditeur estime "que le jeu n’est plus à la hauteur des exigences de la franchise Need for Speed". Les possibilités d'acheter des points de SpeedBoost et créer de nouveaux comptes ont été désactivés dès l'annonce.
Cette fermeture, ainsi que celle des autres FreeToPlay d'EA de l'époque, provoquera des interrogations et le mécontentement de nombreux joueurs, estimant que la communauté étaient encore assez nombreuse et active, malgré l'augmentation des plaintes contre les tricheurs et le manque d'activité des développeurs d'EA. Mais il est toujours possible (2020) de télécharger le jeu sur internet pour y jouer en solo (cela a été rendu possible grâce à certains joueurs qui ont décidé de créer des applications générant des serveurs hors ligne afin de pouvoir rejouer au jeu, le nom de leur projet est "Soapbox Race World" et est disponible en open-source).